# Cobubatha millidice
Cobubatha millidice là một loài bướm đêm trong họ Noctuidae.